# Оріоль Міджа
Оріоль Міджа-і-Віллар (кат. Oriol Mitjà i Villar, нар. 23 червня 1980, Ареньш-да-Мун) — іспанський науковець і лікар-консультант із внутрішньої медицини та інфекційних захворювань, який народився в Каталонії, та вивчав тропічні хвороби, пов'язаних із бідністю. З 2010 року він проводив дослідження в Медичному центрі Ліхір у Папуа Новій Гвінеї щодо нових діагностичних і лікувальних заходів для викорінення фрамбезії. Він був нагороджений премією принцеси Жиронської в категорії наукових досліджень. Оріоль Міджа проводить дослідження коронавірусної хвороби 2019 (COVID-19) і стратегій боротьби з інфекцією на рівні громади у дослідницькому інституті Жерманс Тріас-і-Пужоль.

## Біографія
Оріоль Міджа закінчив медичний факультет Барселонського університету в 2004 році після проходження ординатури з інфекційних захворювань і диплома з гігієни та тропічної медицини в Лондонській школі гігієни та тропічної медицини. У 2012 році він захистив докторську дисертацію з медицини в Барселоні; його дисертація мала назву «Стратегії боротьби з фрамбезією та іншими забутими тропічними хворобами на островах південної частини Тихого океану», і базувалася на його дослідженнях на місці в медичному центрі Ліхір у Папуа Новій Гвінеї.

## Професійна діяльність

### Викорінення фрамбезії
Після завершення роботи клінічним ординатором Міджа зосередився на розробці діагностичних і лікувальних засобів для контролю та викорінення шкірних забутих тропічних хвороб, зокрема фрамбезії, яка є хронічною та виснажливою бактеріальною інфекцією, яка вражає шкіру та кістки.
З 2010 року Оріоль Міджа співпрацює з Барселонським інститутом глобального здоров'я. Він провів рандомізоване дослідження, опубліковане в «The Lancet», яке виявило, що одноразова доза перорального азитроміцину ефективна для лікування фрамбезії, та легша та безпечніша у застосуванні порівняно зі стандартним лікуванням ін'єкційним пеніциліном. Відповідно Всесвітня організація охорони здоров'я (ВООЗ) змінила політику лікування, та рекомендувала використання азитроміцину як препарату першої лінії в лікуванні фрамбезії.
Попередня кампанія з ліквідації фрамбезії була розпочата в 1952 році, і за оцінками, загальна кількість випадків у всьому світі склала 50 мільйонів. Дванадцять років потому поширеність впала на 95 %. Уряди та фінансові агенції незабаром втратили інтерес до хвороби, і в 1970-х роках рівень зараження почав знову зростати. Поточна стратегія ВООЗ з ліквідації фрамбезії полягає в масовому лікуванні одноразовою дозою перорального азитроміцину з подальшим повторним обстеженням для виявлення залишкових випадків. Міджа продемонстрував, що нова стратегія є ефективною для усунення фрамбезії в ендемічних країнах і, якщо її впроваджувати повсюдно, може призвести до ліквідації фрамбезії, що було опубліковано в статті в журналі «New England Journal of Medicine».

### Дослідження нового коронавірусу SARS-CoV-2
У 2018 році Оріол Міджа перейшов до дослідницького інституту Жерманс Тріас-і-Пужоль. З березня 2020 року він розпочав роботу над перенесенням своїх знань з епідеміології в клінічні рішення для пандемії коронавірусної хвороби. Міджа проводив дослідження з метою вдосконалення знань у галузі терапії, в яких він прагнув перепрофілювати існуючі методи лікування для зниження ризику зараження коронавірусом SARS-CoV-2. Зокрема, він провів клінічне дослідження, щоб перевірити, чи знижує ризик розвитку хвороби застосування гідроксихлорохіну людям, які зазнали контакту з коронавірусом вдома, в лікарнях або в будинку пристарілих. Ця стратегія технічно називається постконтактною профілактикою. Результати цього дослідження були опубліковані в «New England Journal of Medicine». Крім того, Міджа веде есе для оцінки ефективності нового лікування на основі імуноглобуліну проти SARS-CoV-2, а також лікування, заснованого на переливанні реконвалесцентної плазми, щоб забезпечити негайний захист людям, які контактували з вірусом. Міджа також проводить дослідження в галузі діагностики, де він оцінює валідність експрес-тестів на антиген для полегшення масового скринінгу населення, а також у сферах передачі та факторів ризику.
Міджа неодноразово висловлювався на користь посилення стратегії запобігання та стримування SARS-CoV-2, і вимагав повного карантину в Іспанії протягом березня 2020 року. Він координував підготовку експертного звіту на замовлення уряду Каталонії, який було оприлюднено 21 квітня 2020 року.

## Призи та відзнаки
У 2012 році Міджа був нагороджений премією швейцарського фонду Анне-Маурер Чеккіні за публікацію вищезгаданого дослідження фрамбезії у «The Lancet».
У 2013 році він був нагороджений Фондом принца Жиронського за наукові дослідження за його «зразкову відданість справі боротьби з ендемічними інфекційними захворюваннями в країнах, що розвиваються, і великий міжнародний вплив його роботи, спрямованої на викорінення фрамбезії на планеті».
У 2015 році Ноемі Куні та Девід Фонсека зняли документальний фільм про його дослідницький проєкт під назвою «Де закінчуються дороги».
У 2016 році він отримав нагороду «Каталонець року», а в 2017 році отримав нагороду миру від Асоціації ООН в Іспанії і міжнародну нагороду Альфонсо Коміна на знак визнання його роботи на користь покращення умов життя людей, уражених фрамбезією.
У 2019 році він отримав стартовий грант Європейської дослідницької ради на підтримку досліджень, спрямованих на перепрофілювання ліків для лікування сифілісу.

## Публікації
- Mitjà, O; Hays, R; Ipai, A та ін. (28 січня 2012). Single-dose azithromycin versus benzathine benzylpenicillin for treatment of yaws in children in Papua New Guinea: an open-label, non-inferiority, randomised trial. Lancet. 379 (9813): 342—7. doi:10.1016/S0140-6736(11)61624-3. PMID 22240407. (англ.)
- Mitjà O; Houinei W; Moses P; at al. (2015). Mass treatment with single-dose azithromycin for yaws. New England Journal of Medicine. 372 (8): 703—10. doi:10.1056/NEJMoa1408586. PMID 25693010. (англ.)
- Mitjà O; Godornes C; Houinei W; at al. (2018). Re-emergence of yaws after single mass azithromycin treatment followed by targeted treatment: a longitudinal study. The Lancet. 391 (10130): 1599—1607. doi:10.1016/S0140-6736(18)30204-6. PMC 5920722. PMID 29428183. (англ.)
- Mitja, O; Marks, M; Konan, DPJ та ін. (2015). "Global epidemiology of yaws " a systematic review. Lancet Global Health. 3 (6): e324—331. doi:10.1016/S2214-109X(15)00011-X. PMC 4696519. PMID 26001576. (англ.)
- Mitja, O; Asiedu, K; Mabey, D (2013). Yaws. Lancet. 381 (9868): 763—73. doi:10.1016/S0140-6736(12)62130-8. PMID 23415015. (англ.)
- Mitjà O; Corbacho-Monné M; Ubals M; at al. (2021). A Cluster-Randomized Trial of Hydroxychloroquine for Prevention of Covid-19. New England Journal of Medicine. 384 (5): 417—27. doi:10.1056/NEJMoa2021801. ISSN 0028-4793. PMC 7722693. PMID 33289973. (англ.)